# Karl-Friedrich Schauhoff
Karl-Friedrich Schauhoff (* um 1941/1942) ist ein ehemaliger deutscher Eishockeyspieler, der seine gesamte Karriere beim EC Deilinghofen verbrachte. Er war einer der Wegbereiter des Eishockeys im Sauerland und Gründungsmitglied des ECD. Mit 202 Treffern belegt er in der Rekordtorschützenliste des Vereins den vierten Platz.

## Karriere

Das von Karl-Friedrich Schauhoff gestaltete Logo des EC Deilinghofen

Erste Berührungspunkte mit dem Eishockeysport hatte Karl-Friedrich Schauhoff, als kanadische Soldaten nach ihrer Stationierung in seinem Heimatort Deilinghofen Mitte der 1950er Jahre in ihrer Kaserne eine Eisfläche anlegten. Zusammen mit anderen Jugendlichen ahmte er das Spiel der Kanadier zunächst auf der Straße nach, ab 1957 konnten sie einmal wöchentlich auch die Eisfläche im Fort Prince of Wales nutzen. In den Weihnachtsferien 1958/59 warb er gemeinsam mit zwei Freunden bei ihrem ehemaligen Lehrer Hanskarl Franke um Unterstützung bei der Gründung eines Eishockeyvereins. Im Februar 1959 gehörte Schauhoff zu den 17 Jugendlichen, die den EC Deilinghofen gründeten. Er gestaltete zudem das erste Logo des Vereins.
Das Team startete mit Schauhoff als erstem Kapitän im Nachwuchsbereich in den Spielbetrieb und qualifizierte sich zweimal in Folge für die Deutsche Jugendmeisterschaft. Da er damit fortan im Winter nicht mehr dem Fußballverein SC Deilinghofen 08 zur Verfügung stand, schloss dieser ihn im Mai 1960 aus, nahm diese Entscheidung einige Jahre später aber zurück. In der Saison 1960/61 wurde er mit dem ECD Deutscher Jugend-Vizemeister. Anschließend wurde er gemeinsam mit vier Mannschaftskameraden vom Deutschen Eissport-Verband (DEV) für zwei Juniorenländerspiele in der Schweiz nominiert.
Ab der Spielzeit 1961/62 spielte Schauhoff mit dem ECD dann im Herrenbereich. Dort bildete er in den Anfangsjahren eine Sturmformation mit seinem Bruder Jörg Schauhoff und Friedrich-Wilhelm Schulte. Später rückte er in die Verteidigung. Im Jahr 1965 stieg er mit seiner Mannschaft aus der drittklassigen Gruppenliga in die Oberliga auf. Mit einem Freundschaftsspiel des ECD gegen die chinesische Nationalmannschaft am 4. März 1973 beendete er seine aktive Karriere.
Schauhoff absolvierte insgesamt 283 Spiele für den ECD, nur sieben Spieler standen noch häufiger für den Verein auf dem Eis. In der Liste der Rekordtorschützen liegt er mit 202 Treffern hinter seinem Bruder Jörg Schauhoff, Dieter Brüggemann und Gerhald Müll auf dem vierten Platz. In den ersten beiden Senioren-Spielzeiten sowie in der Saison 1967/68 war er jeweils der erfolgreichste Torschütze des ECD.
Ab 1974 war Schauhoff für drei Jahre als Bambini-Trainer im Nachwuchs des ECD tätig.

## Erfolge und Auszeichnungen
- 1961 Westdeutscher Jugendmeister mit dem EC Deilinghofen
- 1965 Aufstieg in die Oberliga mit dem EC Deilinghofen
- 1969 Westdeutscher Meister mit dem EC Deilinghofen